# ダルマ (インド発祥の宗教)
ダルマ（梵: धर्म dharma 発音 [dʱəɾmə] ( 音声ファイル); 巴: धम्म dhamma）はヒンドゥー教や仏教、ジャイナ教、シク教といったインド発祥の宗教において、多種多様な意味を持つ主要な概念である。西洋の言語ではダルマを一語で訳することはできない。漢語では概ね「法」と訳されている。
インド哲学研究者の宮元啓一によると、ダルマは「保つもの」「支持するもの」を原義とし、①「規範としてのダルマ」（世界の秩序の根源の概念リタ（天則）の表現であり、リタに従う行為・社会規範、正しい教え・真理）、②「善業としてのダルマ」（因果応報の業（カルマ）の理論における善業）、③「ものごととしてのダルマ」（仏教における、身心を中心として世界を成り立たせる様々な要素）、「性質、属性としてのダルマ」（③から発した意味で、インドの哲学的諸学派で重視される概念）の4つにほぼ分類される。ヒンドゥー教ではダルマは、生命と宇宙の存在を可能にする秩序であるリタに従う行為を表すとされ、義務や権利、法、行為、徳、「生命の正しき道」を含んでいる。仏教ではダルマは「宇宙の法と秩序」を表していて、仏陀の教えにも適用されている。仏教哲学ではダルマ（ダンマ）は「現象」の為の用語でもある。ジャイナ教のダルマはティールタンカラ（ジナ）の教えと人類の浄化と道徳的変容に関する教義を指している。シク教徒にとっては、ダルムという言葉は、正しい道と適切な宗教的実践を意味している。
ダルマという言葉は古くはヴェーダの宗教にも見られ、その意味と概念の広がりは、数千年にわたって展開していったものである。ダルマの対義語は、アダルマである。

## 語源

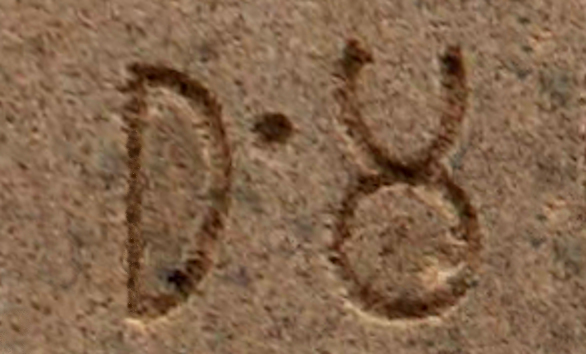
アショーカ王碑文にアショーカ王により刻まれたブラーフミー文字の「ダンマ」𑀥𑀁𑀫（サンスクリット：ダルマधर्म）（紀元前3世紀）

古典サンスクリットの名詞ダルマ（धर्म）やプラークリットのダンマ（𑀥𑀁𑀫）は、「保有する、維持する、保つ」を表す語根dhṛからの派生していて、「創設したり安定するもの」従って「法」の意味がある。リタの面として思い描く宗教上の感覚において「運搬人、支持者」の文字通りの意味を持つ古いヴェーダ語のn語幹のdharman-から派生している。
リグ・ヴェーダでは言葉は（くしや棒の文字通りの感覚で）「創設したり安定するもの」を理解する意味の範囲を持つn語幹のdhárman-として現れる。比喩として（神の）「支持者」と「支援者」を表している。意味の上ではギリシャのテミス （「天命、法令、定め」）に似ている。古典サンスクリットでは名詞は語幹dharma-になる。
dharmaという単語は、インド・ヨーロッパ祖語から派生している。
- 同じサンスクリットの語彙としてはクラス1[要説明]dhṛとして表される*dʰer-「保有する」[19]と同源であり、同じく印欧語族に属する言語であるアヴェスター語のdar-「保有する」やラテン語のfirmus「確固とした、安定した、強力な」（英語のfirmもここから来ている）、リトアニア語のderė́ti「相応しい、適した」とdermė「合意」[20]およびdarna「調和」、古代教会スラヴ語drъžati「保有する、所有する」などにも関連している。
- 古典サンスクリットのdharmasという単語は、インド・ヨーロッパ祖語dʰer-mo-s「保有」からのラテン語のo語幹に公式に合致していて、古いリグ・ヴェーダのn語幹から歴史的に発展しなかった。

古典サンスクリットやアタルヴァ・ヴェーダのヴェーダ語では語幹はdhárma-（デーヴァナーガリー：धर्म）である。プラークリットやパーリ語ではdhammaを表している。一部の現代のインドの言語と方言では代わりにdharmとして現れている。
古代の翻訳
マウリヤ朝アショーカ王が紀元前3世紀にダルマという単語を（プラークリットのダンマという単語を用いた）ギリシャ語とアラム語に翻訳した際に、カンダハールの二重言語の岩の碑文とカンダハールギリシャ語布告に敬虔（εὐσέβεια、敬神、精神的な発達、神聖）を、カンダハールの二重言語の岩の碑文にアラム語のQsyt（「真理」）を用いた。

## 定義
ダルマはインド哲学や宗教で中心となる重要な観念である。ヒンドゥー教や仏教、ジャイナ教における多種多様な意味がある。この言葉に長く多様な歴史があり複雑な一連の意味と解釈にまたがる為にダルマに対して単一の簡潔な定義を示すのは困難である。西洋の言語にダルマに対する単一で示せる同義語はない。
ドイツ語や英語、フランス語へダルマという単語と共に古代サンスクリット文学を翻訳しようという数多の相反する試みがあった。ポール・ホルシュが言う観念は、現代の評論家や翻訳家に格別な困難を齎している。例えばグラスマンのリグ・ヴェーダの翻訳がダルマの7つの異なる意味を示す一方でリグ・ヴェーダの翻訳でカール・フリードリヒ・ゲルトナーはダルマにその他の用語の中に「法」や「秩序」、「義務」、「習慣」、「品質」、「模範」のような意味など20の異なる翻訳を採用している。しかしダルマという単語は、英語で広く受け入れられた借用語になっていて、現代の全ての英英大辞典に含まれている。
ダルマという単語の根源は、「支援するや保有する、持ち運ぶ」を意味する「dhri」である。変化に加わらないことで変化の道筋を規定するものであるが、一定不変のままでいる主題である。サンスクリット語の定義と説明やヒンドゥー教の観念に対する手段を広く引用したモニアー＝ウィリアムズは、確固とした天命や法令、法、実践、習慣、義務、権利、正義、徳、道徳律、倫理、宗教、宗教上の利益、良き行い、本質、人格、品質、所有であるもののようにダルマという単語の数多の定義を提唱している。依然としてこの翻訳の結合がこの言葉の全体的な感覚を伝えていない一方で各々のこの定義は不完全である。共通の用語としてダルマは「生命の正しき道」や「廉直の道」を意味している。
ダルマという単語の意味は、状況により違い、その意味はヒンドゥー教の思想が歴史を通じて発展したように進化した。最初期の文献やヒンドゥー教の古代の神話ではダルマは典礼同様に混沌から宇宙を創造した支配である宇宙の法を意味し、後のヴェーダやウパニシャッド、プラーナ文献、叙事詩では意味は洗練され豊かになり複雑化し、この言葉は多様な文献に応用された。ある場面ではダルマは個人の段階におけると同様に本質や社会、家族の全生活に必要な混沌や行為、活動を防ぐ主題である宇宙のものの秩序に必要とみなされる人間の行為を意味している。ダルマは適切で正しく倫理的に高潔とみなされる義務や権利、人格、解放、宗教、習慣、あらゆる行為のような思想を網羅している。
ダルマの対義語は、「ダルマではない」ことを意味するアダルマ（サンスクリット：अधर्म）である。ダルマと共にアダルマという単語は多くの思想を含み暗示し、共通の用語としてアダルマは本質に反し不道徳で反倫理的で悪く違法であることを意味している。
仏教では、ダルマは仏教の教祖釈迦の教えと教義を含んでいる。

## 歴史
権威ある本ダルマシャーストラの歴史によると、リグ・ヴェーダの賛歌にダルマという単語は、形容詞や名詞として少なくとも56回現れている。ポール・ホルシュによると、ダルマという単語は、ヴェーダのヒンドゥー教の神話にその起源がある。（あらゆる神が作り上げた）ブラーフマンは混沌から宇宙を創造し、地球と太陽と星を分けて保持し（dhar-）、地球から分けて対照的に空を支援し（dhar-）、振動する山と平地を安定させている（dhar-）とリグ・ヴェーダの賛歌は言う。神々、主にインドラはその際無秩序から秩序を、混沌から調和を、不安定から安定をもたらし保持する（ダルマという単語の根源と共にヴェーダに再引用される行動）。神話調の詩により構成される神話では、ダルマという単語は、宇宙の主題として拡張された意味があり、神から独立した詩に現れる。例えば主題を通じて原因と効果につながる宇宙の法となるアタルヴァ・ヴェーダに大規模な機能的感覚がある観念に進化するとポール・ホルシュは言う。この古代の文献で、ダルマは儀礼的な意味もある。儀式は宇宙に関係し、神が無秩序から秩序を、混沌から世界を創造するのに用いた主題に儀礼的信仰と同一視されている。現在の世界を神話的宇宙に関連付けるダルマの儀礼的感覚や宇宙的感覚を通じて観念は人類を互いや他の生命形態に関連付ける倫理社会的感覚に拡大する。法の観念としてのダルマがヒンドゥー教に現れるのは、ここである。
ダルマや関連する単語は、後のヴェーダやウパニシャッド、プラナ、叙事詩というヒンドゥー教の最古のヴェーダ文学に見出され、ダルマという単語は、仏教やジャイナ教のように後に創設されたインドの他の宗教でも中心的な役割を演じている。ブレレトンによると、ダルマンはリグ・ヴェーダに63回現れ、加えて例えばdharmakrtとして1回、satyadharmanとして6回、dharmavantとして1回、dharmavantとして1回、dharmanとして4回、dharimanとして2回というようにダルマンに関連する単語もリグ・ヴェーダに現れている。
「ダルマ」にとっての印欧語学的類似点が知られているが、唯一のイラン語の同義語は、「ダルマ」という単語がインド・イラン時代に主要な役割を果たさなかったことを示唆する寧ろインド語群のdhármanから除かれることを意味する古代ペルシャ語のdarmān「救済」であり、主にごく最近ヴェーダの伝統の下で発展した。しかし「不変の法」「宗教」をも意味するゾロアスター教のダエーナーがサンスクリットの「ダルマ」と関係していると考えられている。ダルマに重なる部分における思想は、中国語の道やエジプト語のマアト、シュメール語のメーのように他の古代文化に見出される。

### 敬虔とダルマ

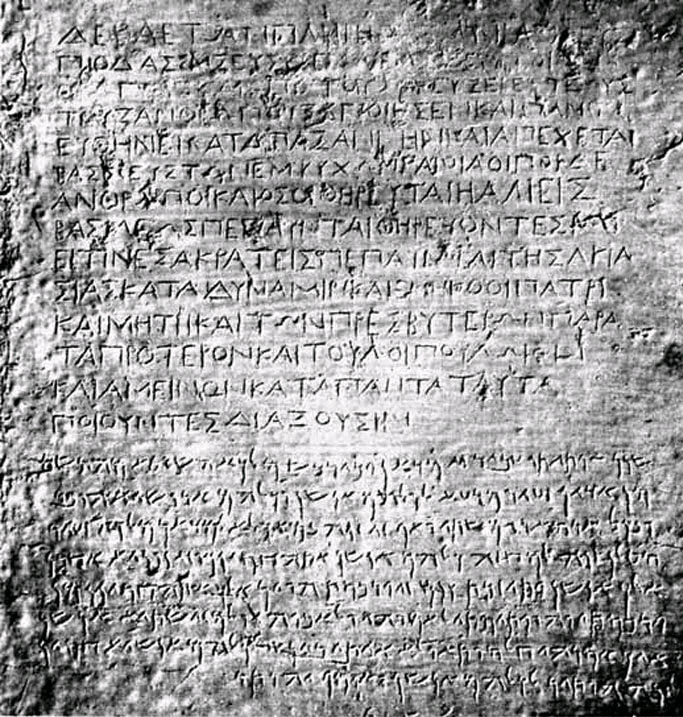
カンダハール二重言語の岩の碑文は紀元前258年のインドのアショーカ王からのもので、アフガニスタンで発見された。碑文は人間社会にとっての精神的な成熟や信仰、敬神、義務、崇敬を意味する古代インドのダルマを示唆しながらギリシャ語の敬虔としてサンスクリットのダルマを表している。

20世紀半ば、紀元前258年からのインドのアショーカ王の碑文がアフガニスタンで発見された（カンダハール二重言語の岩の碑文）。この岩の碑文は、ギリシア語の文献とアラム語の文献を含んでいる。パウル・ハッカーによると岩には敬虔という言葉であるサンスクリットのダルマという単語を表すギリシャ語が現れている。ヘレニズム時代のギリシャの学者は、敬虔を複合的な観念と表現している。敬虔は神を敬うだけでなく生命に対する恭しい態度である精神的な成熟も敬うことを意味し、両親や兄弟姉妹、子供に対する正しい行為や夫と妻の間の正しい行為、生命的に無関係の人々の間の正しい行為を含んでいる。この岩の碑文は、約2300年前にインドでダルマを示唆し、中心的な観念であり、宗教上の思想ばかりでなく人間社会に対する権利や福利、義務の思想を意味したとパウル・ハッカーは結論付けている。

### リタとマーヤー、ダルマ
ヒンドゥー教の進化する文学は、ダルマをリタとマーヤーという他の二つの重要な観念に関連付けていた。ヴェーダのリタは、その中で宇宙や全ての運用を規定し纏める真理と宇宙の主題である。リグ・ヴェーダや後の文学のマーヤーは、欺き無秩序を創造する幻想や詐欺、嘘、魔法を意味していて、従って秩序や予言、調和を生み出す現実や法、支配とは相容れない。ポール・ホルシュはリタとダルマは並行する観念であり、前者は宇宙の主題であり、後者は道義的な社会の面であり、マーヤーとダルマが類似した観念である一方で、前者は法や道義的生活を堕落させるものであり、後者は法や道義的生活を強化するものであると示唆している。
デイはダルマがリタの顕現であると提案しているが、非線形の風俗における時を超えて古代インドで発展した思想としてリタはダルマの更に複合的な観念に包含されているかも知れないと示唆している。リグ・ヴェーダの次の詩歌は、リタとダルマが関連している例である。
おおインドラ、我らをリタの道にあらゆる悪に対する正しき道に導きたまえ。—RV 10.133.6

## ヒンドゥー教
ダルマは宇宙の全てやその一部に対して無生物間同様に人類や自然との相互作用において単独で人類に適用するヒンドゥー教の系統だった主題である。生命や宇宙を可能にする秩序や習慣に向け、社会や倫理を支配する行為や儀式、支配を含んでいる。ヒンドゥーのダルマには社会的秩序や正しい行為、高潔であるものを可能にする行為同様に各々の宗教的な義務や道徳的権利と義務がある。ファン・ブイテネンによると、ダルマはあらゆる存在物が世界の調和と秩序を維持する為に受容し敬意を払わなければならないものである。行動や結果ではないが、行動を導き世界の混沌を防止する結果を創り出す自然の法である。存在を作る固有の特徴である。自然の追求と遂行と本当の強い欲求であり宇宙の奏でる世界で自己の役割を演じるとファン・ブイテネンは主張する。ヒンドゥー教では蜂蜜を作る蜂のダルマであり牛乳を与える牛のダルマであり日光を輻射する太陽のダルマであり流れる川のダルマである。人間性に関してダルマはあらゆる生命の供給と相互関連の影響であり実在としての必要性である。
ヒンドゥー教ではダルマにはダルマの全般的で不変で永続的な主題であり変化を受けにくいサナータナダルマとヒンドゥーの伝統により作られたような時代や年代であるユガに効力のあるユガダルマの二面がある。

### ヴェーダとウパニシャッド
この記事の歴史節は、ヴェーダにおけるダルマの観念の発展を論じている。この発展はウパニシャッドや後のヒンドゥー教の古代文献で続いた。ウパニシャッドではダルマの観念は法や秩序、調和、真理の普遍的な主題として続いている。宇宙の規定される道徳的主題として行動する。高潔の法として説明され、ブリハッド・アーラニヤカ・ウパニシャッドの賛歌1.4.14では次のように諦（サンスクリット：सत्यं、真理）と等しくしている。

धर्मः तस्माद्धर्मात् परं नास्त्य् अथो अबलीयान् बलीयाँसमाशँसते धर्मेण यथा राज्ञैवम् ।

यो वै स धर्मः सत्यं वै तत् तस्मात्सत्यं वदन्तमाहुर् धर्मं वदतीति धर्मं वा वदन्तँ सत्यं वदतीत्य् एतद्ध्येवैतदुभयं भवति ।।

無はダルマより高い。弱さは王を超えるものとしてダルマにより強きものに打ち勝つ。まさしくそのダルマは真理（Satya）であり、従って人が真理を話す時、「ダルマを語っている」と言い、ダルマを語るなら、「真理を語っている！」と言う。だから二つは一つである。—ブリハッド・アーラニヤカ・ウパニシャッド、1.4.xiv

### 叙事詩
ヒンドゥーの宗教と哲学は、個人の実践的な道徳を主に重視しているとダニエル・インガルスは主張する。サンスクリットの叙事詩ではこの心配はどこにでもあるものである。
例えばラーマーヤナ第2巻では農民は王にダルマが道徳的に要求することを行うよう求め、王は同意し、たとえダルマの法に従うことが非常に高いものについても行っている。同様にダルマはラーマーヤナのラーマやシーター、ラクシュマンの生活における主要な事件全ての中心にあるとダニエル・インガルスは主張する。ラーマーヤナのそれぞれの話は、象徴的な関係における生活条件や倫理的な問題を齎している。問題は登場人物により議論され、最終的に正義は悪に勝ち善は悪魔に勝っている。その為ヒンドゥーの叙事詩では善で道徳的に高潔で遵法的な王は、「ダルマラジャ」とみなされている。
別の主要なインド叙事詩マハーバーラタでは同様にダルマは中心であり象徴と隠喩と共に現れている。叙事詩の終わり頃に文献でダルマとして引用されているヤマの神は、動物のように天国に入るのが難しいと言われるユディシュティラの深い同情を試す犬の姿をして描かれているが、そこでダルマにより賞賛される決定の為に仲間を見捨てることを拒否している。マハーバーラタの価値と呼び掛けは、インドの形而上学が雄弁にサンスクリットの経典に現れている為に、さほど複雑ではなく、第12巻で形而上学の表出を急かされてはいないとインガルスは主張し、ラーマーヤナのようにマハーバーラタの主張は、インガルスによると通常与えられた3つの答えがある一連の道徳上の問題や生活状態の表出にある。答えの一つは、唯物論や利己主義、自己を表出する独自の角度である暴力の答えであるビーマであり、二番目の答えは、常に社会的な徳や伝統の敬神や神への訴えであるユディシュティラであり、三番目の答えは、二つの両極端に陥り象徴的に人の最も美しい道徳的質を表すとインガルスが主張する内省的なアルジュナである。ヒンドゥー教の叙事詩は、ダルマの生命や徳、習慣、道徳、倫理、法などの面についての象徴的な専門書である。ヒンドゥー教の叙事詩には個人の段階における広大なダルマに関する討論があるとダニエル・インガルスは述べていて、例えば悲嘆や挫折感が自然と運命に傾く一方で、強さや繁栄が自然と自由意志を支持することを最終的に断定しながら、いつ、何故人類がいずれか一方を信じるかという自由意志と運命に基づくものである。

### 4世紀のヴァーツヤーヤナによる見解
クラウス・クロスターマイアーによると、4世紀のヒンドゥー学者ヴァーツヤーヤナはアダルマと対比することでダルマを説明した。ヴァーツヤーヤナはダルマはその行動のみならず言ったり書いたりする言葉や思想に存在することを示唆した。ヴァーツヤーヤナによればこうなる。
1. 身体のアダルマ：ヒンサ（暴力）、ステヤ（盗み）、プラティシッダ・マイトゥナ（自己のパートナー以外との性的耽溺）
2. 身体のダルマ：ダナ（慈善）、パリトラナ（困窮の援助者）、パリカラナ（他社への奉仕の提供）
3. 言ったり書いたりする言葉からのアダルマ：ミテャ（欺瞞）、パルサ（毒のある言い草）、スカナ（中傷）、アサンバッダ（不条理な発言）
4. 言ったり書いたりする言葉からのダルマ：サテャ（真実や事実）、ヒタヴァカナ（良き意図を持つ発言）、プリヤヴァカナ（穏やかで寛容な発言）、スヴァデャヤ（自己学習）
5. 心のアダルマ：パラドロハ（誰かに対する病んだ意志）、パラソラヴャビプサ（貪欲）、ナステャキャ（道徳と敬虔の存在の否定）
6. 心のダルマ：ダヤ（思いやり）、アスプラ（公平無私）、スラッダ（信頼）

### パタンジャリのヨーガによる見解
ヨーガの体系ではダルマは実在し、ヴェーダーンタでは存在しない。
ダルマはヨーガの一部であることをパタンジャリは示唆し、ヒンドゥーダルマの基本要素は、ヨガの特質や資質、外見である。パタンジャリはヤマ（抑制）とニヤマ（慣例）という二種のダルマを説明した。
パタンジャリによると、5つのヤマは、生きとし生けるもの全てに対する傷害からの自制（非暴力；アヒンサー）や欺瞞からの自制（正直；サティヤ）、他人の価値あるものの認められない横領からの自制（不盗；アステーヤ）、パートナーに対する不当な望みや浮気からの自制、他人からの贈り物を求めたり受け取ることからの自制である。5つのヤマは、行動や演説、心に当てはまる。ヤマを説明するにあたりパタンジャリはある仕事や状況が行為における適性を要する可能性があることを明確にしている。例えば漁師は魚を傷つけなければならないが魚に対する少なくともトラウマを以てこれに当たる意図を持たねばならず漁をするように他の生き物を傷つけようとしてはならない。
5つのニヤマ（慣例）は、きれいな食べ物を食べ（傲慢や嫉妬やうぬぼれのような）不純な考えや直面する環境や研究、歴史的知識の追求に関わらず自己の手法や仲裁、静かな自省における安堵、精神集中の完成を成し遂げる最高の教師に対するあらゆる行動の忠誠を除くことによる清潔である。

### ダルマと人生の段階、社会階層
ヒンドゥー教の一部の文献は、社会としての又個人としてのダルマを略述している。この内で最も引用しているのは、権利と義務として4つのヴァルナに言及しているマヌ法典である。しかしヒンドゥー教の殆どの文献は、ヴァルナ（カースト）に言及することなくダルマを論じている。他のダルマの文献やスムリティ（聖伝）でのヴァルナの本質や構造に関する扱いは、マヌ法典とは異なっている。ダルマにおけるヴァルナの存在に疑問を投げかけるものもあり、例えば叙事詩でブリグは、ダルマはいかなるヴァルナも要しないという理論を示している。実際のところ、中世のインドは階層化された社会であり、それぞれの社会階層は職業を受け継ぎ、族内婚をしていたと広く考えられている。ウパニシャッド時代に、家庭に留まって伝統的な祭祀を行うことを拒み出家遊行して自由な環境で思索を行う出家遊行主義が出現し、『マヌ法典』に先行するダルマ・スートラ（律法経）では、学生期の後にどの期に入っても死後天界に行けるとされ、個人は解脱を求めてヴァルナやアーシュラマ（四住期）の家住期の務めを放棄し、林住期・遊行期に入ることが許されていた。ヒンドゥー教のマヌ法典や後継のスムリティはヴァルナ・ダルマ（ヴァルナのダルマ）やヴァルナ・アーシュラマ・ダルマ（ヴァルナとアーシュラマのダルマ）という単語を用いないが、一方マヌ法典に関する学術的注釈ではこの言葉が用いられ、ダルマをインドのヴァルナ制度と関連付けている。6世紀のインドでは、仏教徒の王でさえ自らを「ヴァルナ・アーシュラマ・ダルマの守護者」と呼んだ。
個人レベルでは、ヒンドゥー教の一部の文献は、4つのアーシュラマを個人のダルマとして、シュードラ以外のヴァルナの男性の人生の段階として略述しており、以下の通りである。(1)ブラフマチャーリヤ（学生期；学生として学び備える生活）(2)グリハスタ（家住期；家族などの社会的な役割を持つ世帯主の生活）(3)ヴァーナプラスタまたはアラニャカ（林住期；世俗的な職業から反省と放棄に移行する森林居住者の生活）(4)サンニヤーサ（遊行期；全財産を寄付し、隠遁者となり、霊的・精神的な事柄に専念する生活）。元々アーシュラマは人生の一連の段階ではなかったが、『マヌ法典』で改変された。『マヌ法典』は、人間が生まれながらに持つ3つの債務（リナ、Rna）の返済のために、供儀・礼拝、ヴェーダの学習と次世代への伝達、子孫を作ることを重要不可欠とする伝統的ブラフマニズムの人生観を強く持っており、学生期・家住期・林住期・遊行期を順に並べて、伝統的価値を追求し子孫を作る家住期を必ず通過すべき人生の段階とし、出家遊行主義と家長主義を折り合わせた。
ヴェーダ聖典成立時代の後期には、人間が人生において追及すべき目的や義務、価値基準として、ダルマ（法）、アルタ（実利）、カーマ（性愛）が別々に論じられていたが、次第にまとめられて「トリヴァルガ（三種）」、プルシャ・アルタ（人生の目的）と呼ばれるようになった。これに解脱（モークシャ）を加えて四大目的とすることもあり、ヒンドゥー教では、人生の4つの段階は、人生における人間の4つの努力を完成させるものだとされる。とはいえ、出家し遊行生活（解脱の努力の段階）に入る人間は、全体的に見てそう多いものではなかった。ダルマ（法）は、個人が安定と秩序、法に則った調和のとれた生活を求める努力、正しいことを行う努力、善良であること、徳を積むこと、宗教的功徳を得ること、他人を助けること、社会とうまく付き合うことを可能にする。他の3つの努力、プルシャ・アルタは、食糧や住居、権力、安全、物質的富といった生活手段を求めるアルタ、セックスや欲望、享楽、愛といった、情緒的に満たされる為のカーマ、霊的・精神的な意味合いや輪廻からの解放、この人生における自己実現などの為の解脱である。4つの段階は、ヒンドゥー教のダルマにおいて独立したものでもなく排他的でもない。

### ダルマと貧困
ヒンドゥー教のダルマ経典によると、個人や社会にとって必要である一方で、ダルマは社会の貧困や繁栄によっても違う。例えばアダム・ボールズによると、シャタパタ・ブラーフマナ11.1.6.24は水を通じた社会の繁栄とダルマに関連している。水は雨から来て、雨が豊富だと地上に繁栄があり、この繁栄により、人々はダルマ（道徳的で法に適う生活）に従うことが可能になると主張する。苦難の時代、旱魃、貧困の時代には、人間同士の関係やダルマに従って生きる人間の能力も含めて、あらゆるものが損なわれる。
『シャタパタ・ブラーフマナ』91.34-8では、貧困とダルマの間の関係は一巡する形で説明されている。道徳と適法な生活の乏しい土地は、嘆きを齎し、嘆きが高じると、更に嘆きを増す更に不道徳で不法な生活を齎す。社会と個人はダルマに従うことで繁栄する為、権力者は、（支配者のダルマである）ラージャ・ダルマに従わなければならない。

### ダルマと法
義務と作法としてのダルマの観念は、古代インドの法や宗教に関する文献に見出される。ヒンドゥー哲学では正義や社会調和、幸福は人々がダルマごとに生きることを要求している。ダルマ・シャーストラはこの指針や規則の記録である。得られる証拠は、インドが嘗て文学（スートラやシャーストラ）に関連するダルマを大量に収集していたことを示唆し、スートラの内4つが現存し、この物は現在ダルマスートラとして言及されている。ダルマスートラのマヌの法と共にナラダなどの古代の学者のように法の平行しながら異なる要約が存在している。この異なる矛盾した法に関する本は、排他的でなければ、ヒンドゥー教の別の出典に取って代わってもいない。このダルマスートラには道徳同様に若者の教育や通過儀式、習慣、宗教上の儀式やしきたり、夫婦間の権利と義務、死と祖先に関わる儀式、法と正義の執行、犯罪、処罰、支配と証拠の種類、王の義務に関する指示がある。

## 仏教

仏教ではダルマは宇宙の法と秩序を意味するが、釈迦の教えにも応用されている。仏教哲学ではダンマ・ダルマは「現象」を表す用語でもある。東アジアではダルマの翻訳は、中国語でfǎと発音する法やチベット語のチュー ཆོས་、朝鮮語の법、日本語の法、ベトナム語のphápがある。しかしダルマという用語は、元の形から書き直されている。

### 釈迦の教え
敬虔な仏教徒にとって釈迦ダルマとして東方を通じて広く知られる特にダルマとしてダルマへの言及は、一般に釈迦の教えを意味している。特に寓話や詩に対するように（四諦や八正道のような）基本的規範に関する話し合いがある。
ダルマの身分は、異なる仏教徒の伝統により異なってくると見られている。ある程度異教徒のギリシャ人やキリスト教のロゴスのように「三界」や「六道」を越えて横たわる根源的な真実かあらゆるものの源とみなす人がいる。このことは法身として知られている。他は釈迦を完全に啓蒙された人とみなしているが、個人の性向や才能を基に釈迦が様々な種類の人に与えた「84000の異なる教えの面」の本質とダルマを見ている。
ダルマは釈迦の言うことだけでなく様々な宗派が釈迦の教えを説明する手助けとし展開する為に発展している後世の解説や追加の伝統にも言及している。他の人にとって依然ダルマを「真理」や「実在する道」の根源的存在と言及するものと見ている。
ダルマは仏教の実践者が保護を求めたり永久の幸福に頼る仏教の帰依の一つである。仏教の帰依は、心の啓蒙の完成を意味する仏陀や釈迦の教えや手法を意味するダルマ、釈迦に従う者への指導と支援を行う僧侶の社会を意味するサンガである。

### 禅の仏教
ダルマは正統派の教義や理解、菩薩の伝達に関連する特定の状況で禅の仏教に従事し、印可により認められる。

## ジャイナ教

ジャイナ教

ジャイナ教におけるダルマという単語は、あらゆる主要な文献に見出される。文献上の意味があり、数多の思想に言及している。広義にはジナの教えや矛盾する宗派の教え、最高の道、社会宗教的な義務、最高位のマンガラ（聖位）であるものを意味する。
6つのドラヴィヤ（本質または現実）の理論の一環としてダルマという単語は、ジャイナ教では特定の存在論的で救済論的な意味もある。ジャイナの伝統では存在はジーヴァ（霊魂、アートマン）やアジーヴァ（霊魂でないもの）を含み、後者は不活性の無意識の原子物質（プドガラ）や空間（アーカーシャ）、時間（カーラ）、運動の主題（ダルマ）、安らぎの主題（アダルマ）の5つの分野を含んでいる。運動を意味し存在論的下位分類に言及するのにダルマという用語を用いることは、ジャイナ教特有のもので、仏教の形而上学やヒンドゥー教の様々な宗派には見い出せない。
主要なジャイナ文学タトヴァルタスートラは「10の高潔な徳」のあるダスダルマに言及している。このものは忍耐や謙遜、率直、純粋、正直、克己、質素、自制、無着、禁欲である。ジャイナ文学プルシャールタシデュパーヤの著者アカーリャ・アムリタカンドラは書く。
正しい信者は、あらゆる相容れない傾向から霊魂を守る為に最高の謙遜のようにダルマの徳について絶えず瞑想すべきである。他人の短所も隠すべきである。—プルシャールタシデュパーヤ（27）

## シク教

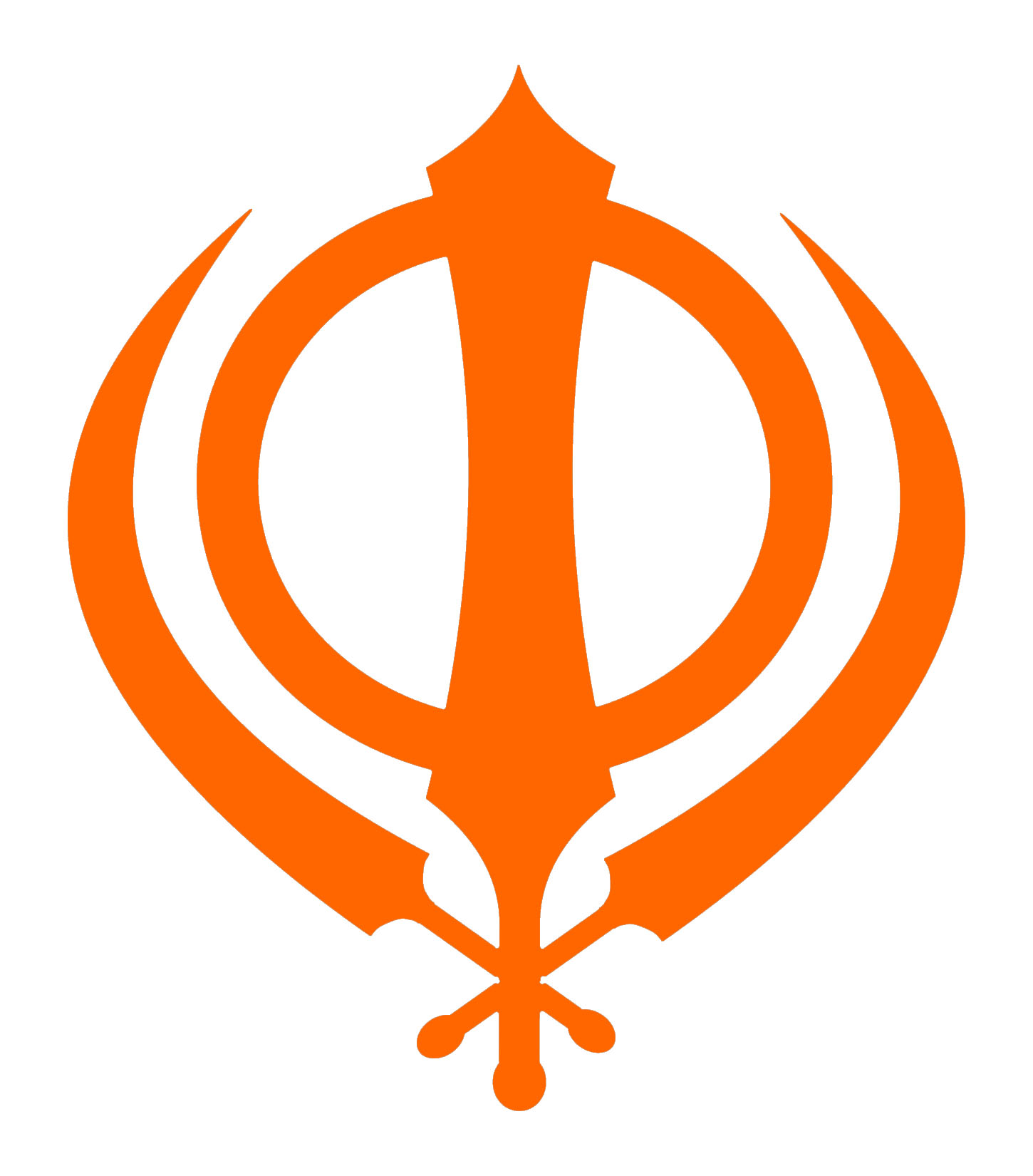
シク教

シク教徒にとってダルマという言葉は、高潔の道であり妥当な宗教上の実践を意味する。賛歌1353のグル・グラント・サーヒブは、義務としてのダルマを暗示している。あるシク教徒の信仰を含意する西洋文化の3HOは、宗教や道徳上の義務、生活の方法を構成する全てとして広くシク教のダルマを規定している。

## 象徴としてのダルマ

インドの旗の中央の輪は、ダルマを表している。

インドの世論に対するダルマの重要性は、その旗の中央のモチーフとして法輪（「ダルマの輪」）の描写であるアショカチャクラを含む1947年のインドの決定により説明されている。

## 注
1. 1 2 3  オクスフォード世界宗教辞典より：「ヒンドゥー教ではダルマは生命と宇宙を可能にする秩序と慣習に従ってその秩序の維持に相応しい行為に言及する基本的な観念である。」[11]
2. ↑  デヴィッド・カルパハナ：「ブッダはダルマという使い古されたインドの言葉を従前のとおり現象や事物を指すものとして用いた。しかしこのダルマを「他に依って生じた現象」（paticca-samuppanna-dhamma）として定義することにはつねに慎重であった……ダルマという語が存在論的な意味において実体（我; atman）を意味するというインドの観念から、このダンマの概念を区別するために、ブッダは結果、帰結、あるいは果実（attha, Sk. artha）という概念を利用してダンマの実際的な意味を明るみに出した。」[13]
3. ↑  モニアー＝ウィリアムズサンスクリット辞典（1899年）：「保有する、持ち運ぶ（産出するとも）、運ぶ、維持する、保存する、保つ、所有する、持つ、使う、雇う、実践する、経験する」[16]

## 参照

### 引用
1. ↑  Gavin Flood (1994), Hinduism, in Jean Holm, John Bowker (Editors) – Rites of Passages, ISBN 1-85567-102-6, Chapter 3; Quote – "Rites of passage are dharma in action."; "Rites of passage, a category of rituals,..."
2. ↑  see:
  - David Frawley (2009), Yoga and Ayurveda: Self-Healing and Self-Realization, ISBN 978-0-9149-5581-8; Quote – "Yoga is a dharmic approach to the spiritual life...";
  - Mark Harvey (1986), The Secular as Sacred?, Modern Asian Studies, 20(2), pp. 321–331.
3. ↑  see below:
  - J. A. B. van Buitenen (1957), "Dharma and Moksa", Philosophy East and West, 7(1/2), pp. 33–40;
  - James Fitzgerald (2004), "Dharma and its Translation in the Mahābhārata", Journal of Indian philosophy, 32(5), pp. 671–685; Quote – "virtues enter the general topic of dharma as 'common, or general, dharma', ..."
4. ↑  Bernard S. Jackson (1975), "From dharma to law", The American Journal of Comparative Law, Vol. 23, No. 3 (Summer, 1975), pp. 490–512.
5. ↑  Harold Coward (2004), "Hindu bioethics for the twenty-first century", JAMA: The Journal of the American Medical Association, 291(22), pp. 2759–2760; Quote – "Hindu stages of life approach (ashrama dharma)..."
6. ↑  see:
  - Austin Creel (1975), "The Reexamination of Dharma in Hindu Ethics", Philosophy East and West, 25(2), pp. 161–173; Quote – "Dharma pointed to duty, and specified duties..";
  - Gisela Trommsdorff (2012), Development of "agentic" regulation in cultural context: the role of self and world views, Child Development Perspectives, 6(1), pp. 19–26.; Quote – "Neglect of one's duties (dharma – sacred duties toward oneself, the family, the community, and humanity) is seen as an indicator of immaturity."
7. 1 2  “Dharma”. Encyclopædia Britannica. 2016年8月18日閲覧。
8. 1 2  See:
  - Ludo Rocher (2003), The Dharmasastra, Chapter 4, in Gavin Flood (Editor), The Blackwell Companion to Hinduism, ISBN 978-0631215356.
  - Alban G. Widgery, "The Principles of Hindu Ethics", International Journal of Ethics, Vol. 40, No. 2 (Jan. 1930), pp. 232–245.
9. ↑  ブリタニカ国際大百科事典 小項目事典『マヌ法典』 - コトバンク
10. ↑  改訂新版　世界大百科事典『マヌ法典』 - コトバンク
11. 1 2 3 4 5 6 7 8 9 10  "Dharma", オクスフォード世界宗教辞典.
12. ↑  see:
  - "Dharma", The Columbia Encyclopedia, 6th Ed. (2013), Columbia University Press, Gale, ISBN 978-0787650155;
  - Steven Rosen (2006), Essential Hinduism, Praeger, ISBN 0-275-99006-0, Chapter 3.
13. 1 2 3  デヴィッド・カルパハナ（英語版）. The Philosophy of the Middle Way. SUNY Press, 1986, pp. 15–16.
14. 1 2  Rinehart, Robin (2014), in Pashaura Singh, Louis E. Fenech (Editors), The Oxford Handbook of Sikh Studies, ISBN 978-0199699308, Oxford University Press, pp. 138–139.
15. 1 2 3 4 5  see:
  - English translated version by Jarrod Whitaker (2004): Horsch, Paul, "From Creation Myth to World Law: the Early History of Dharma", Journal of Indian Philosophy, December 2004, Volume 32, Issue 5–6, pp. 423–448; Original peer reviewed publication in German: Horsch, Paul, "Vom Schoepfungsmythos zum Weltgesetz", in Asiatische Studien: Zeitschrift der Schweizerischen Gesellschaft für Asiankunde, Volume 21 (Francke: 1967), pp. 31–61;
  - English translated version by Donald R. Davis (2006): Paul Hacker, "Dharma in Hinduism", Journal of Indian Philosophy", Volume 34, Issue 5, pp. 479–496; Original peer reviewed publication in German: Paul Hacker, "Dharma im Hinduismus" in Zeitschrift für Missionswissenschaft und Religionswissenschaft 49 (1965): pp. 93–106.
16. ↑  Monier Willams.
17. ↑  Day 1982, pp. 42–45.
18. ↑  Brereton, Joel P. (December 2004). “Dhárman In The Rgveda” (English). Journal of Indian Philosophy 32 (5–6):  449–489. doi:10.1007/s10781-004-8631-8. ISSN 0022-1791.
19. ↑  Rix, Helmut, ed (2001) (German). Lexikon der indogermanischen Verben (2nd ed.). Wiesbaden: Dr. Ludwig Reichert Verlag. p. 145
20. ↑  Karl Brugmann, Elements of the Comparative Grammar of the Indo-Germanic languages,  Volume III, B. Westermann & Co., New York, 1892, p. 100.
21. ↑  Hiltebeitel, Alf (2011) (英語). Dharma: Its Early History in Law, Religion, and Narrative. Oxford University Press, USA. pp. 36–37. ISBN 9780195394238
22. ↑  Dhand, Arti (17 December 2002). “The Dharma of Ethics, the Ethics of Dharma: Quizzing the Ideals of Hinduism” (英語). Journal of Religious Ethics 30 (3):  351. doi:10.1111/1467-9795.00113. ISSN 1467-9795.
23. ↑  J. A. B. Van Buitenen, "Dharma and Moksa", Philosophy East and West, Volume 7, Number 1/2 (April–July 1957), p. 36.
24. 1 2 3 4 5 6  Horsch, Paul, "From Creation Myth to World Law: the Early History of Dharma", Journal of Indian Philosophy, December 2004, Volume 32, Issue 5-6, pp. 423–448.
25. ↑  Hermann Grassmann, Worterbuch zum Rig-veda (German Edition), Motilal Banarsidass, ISBN 978-8120816367
26. 1 2 3 4 5  Steven Rosen (2006), Essential Hinduism, Praeger, ISBN 0-275-99006-0, pp. 34–45.
27. ↑  see:
  - "Dharma" Monier Monier-Williams, Monier Williams Sanskrit-English Dictionary (2008 revision), pp. 543–544;
  - Carl Cappeller (1999), Monier-Williams: A Sanskrit-English Dictionary, Etymological and Philologically Arranged with Special Reference to Cognate Indo-European Languages, Asian Educational Services, ISBN 978-8120603691, pp. 510–512.
28. ↑  see:
  - "...the order and custom which make life and a universe possible, and thus to the behaviours appropriate to the maintenance of that order". citation in The Oxford Dictionary of World Religions
  - Britannica Concise Encyclopedia, 2007.
29. ↑  see:
  - Albrecht Wezler, "Dharma in the Veda and the Dharmaśāstras", Journal of Indian Philosophy, December 2004, Volume 32, Issue 5–6, pp. 629–654
  - Johannes Heesterman (1978). "Veda and Dharma", in W. D. O'Flaherty (Ed.), The Concept of Duty in South Asia, New Delhi: Vikas, ISBN 978-0728600324, pp. 80–95
  - K. L. Seshagiri Rao (1997), "ractitioners of Hindu Law: Ancient and Modern", Fordham Law Review, Volume 66, pp. 1185–1199.
30. ↑  see
  - अधर्मा "adharma", Sanskrit-English Dictionary, Germany (2011)
  - adharma Monier Williams Sanskrit Dictionary, University of Koeln, Germany (2009).
31. ↑  see:
  - Gavin Flood (1998), "Making moral decisions", in Paul Bowen (Editor), Themes and issues in Hinduism, ISBN 978-0304338511, Chapter 2, pp. 30–54 and 151–152;
  - Coward, H. (2004), "Hindu bioethics for the twenty-first century", JAMA: The Journal of the American Medical Association, 291(22), pp. 2759–2760;
  - J. A. B. Van Buitenen, "Dharma and Moksa", Philosophy East and West, Volume 7, Number 1/2 (Apr. – Jul., 1957), p. 37.
32. ↑  RgVeda 6.70.1, 8.41.10, 10.44.8, for secondary source see Karl Friedrich Geldner, Der Rigveda in Auswahl (2 vols.), Stuttgart; and Harvard Oriental Series, 33–36, Bd. 1–3: 1951.
33. ↑  Paul Horsch, "From Creation Myth to World Law: the Early History of Dharma", Journal of Indian Philosophy, December 2004, Volume 32, Issue 5-6, pp. 430–431.
34. ↑  P. Thieme, Gedichte aus dem Rig-Veda, Reclam Universal-Bibliothek Nr. 8930, pp. 52.
35. ↑  Paul Horsch, "From Creation Myth to World Law: the Early History of Dharma", Journal of Indian Philosophy, December 2004, Volume 32, Issue 5-6, pp. 430–432.
36. 1 2  Joel Brereton (2004), "Dharman in the RgVeda", Journal of Indian Philosophy,  Vol. 32, pp. 449–489. "There are Indo-European parallels to dhárman (cf. Wennerberg 1981: 95f.), but the only Iranian equivalent is Old Persian darmān ‘remedy’, which has little bearing on Indo-Aryan dhárman. There is thus no evidence that IIr. *dharman was a signiﬁcant culture word during the Indo-Iranian period." (p.449) "The origin of the concept of dharman rests in its formation. It is a Vedic, rather than an Indo-Iranian word, and a more recent coinage than many other key religious terms of the Vedic tradition. Its meaning derives directly from dhr ‘support, uphold, give foundation to’ and therefore ‘foundation’ is a reasonable gloss in most of its attestations." (p.485)
37. ↑  Morreall, John; Sonn, Tamara (2011) (英語). The Religion Toolkit: A Complete Guide to Religious Studies. John Wiley & Sons. p. 324. ISBN 9781444343717
38. 1 2 3 4 5 6  Paul Hacker (1965), "Dharma in Hinduism", Journal of Indian Philosophy, Volume 34, Issue 5, pp. 479–496 (English translated version by Donald R. Davis (2006)).
39. ↑  Etienne Lamotte, Bibliotheque du Museon 43, Louvain, 1958, p. 249.
40. ↑  Barbara Holdrege (2004), "Dharma" in: Mittal & Thursby (Editors) The Hindu World, New York: Routledge, ISBN 0-415-21527-7, pp. 213–248.
41. 1 2  Koller, J. M. (1972), "Dharma: an expression of universal order", Philosophy East and West, 22(2), pp. 136–142.
42. ↑  Māyā Monier-Williams Sanskrit English Dictionary, ISBN 978-8120603691
43. ↑  Northrop, F. S. C. (1949), "Naturalistic and cultural foundations for a more effective international law", Yale Law Journal, 59, pp. 1430–1441.
44. ↑  Day 1982, pp. 42–44.
45. ↑  "Dharma", The Columbia Encyclopedia, 6th Ed. (2013), Columbia University Press, Gale, ISBN 978-0787650155
46. 1 2  J. A. B. Van Buitenen, "Dharma and Moksa", Philosophy East and West, Vol. 7, No. 1/2 (Apr. – Jul., 1957), pp. 33–40
47. 1 2  Charles Johnston, The Mukhya Upanishads: Books of Hidden Wisdom, Kshetra, ISBN 978-1495946530, p. 481, for discussion: pp. 478–505.
48. 1 2  Horsch, Paul (translated by Jarrod Whitaker), "From Creation Myth to World Law: The early history of Dharma", Journal of Indian Philosophy, Vol 32, pp. 423–448, (2004).
49. ↑  Daniel H. H. Ingalls, "Dharma and Moksa", Philosophy East and West, Vol. 7, No. 1/2 (Apr. – Jul., 1957), pp. 43.
50. 1 2  Daniel H. H. Ingalls, "Dharma and Moksa", Philosophy East and West, Vol. 7, No. 1/2 (April – July 1957), pp. 41–48.
51. ↑  The Mahābhārata: Book 11: The Book of the Women; Book 12: The Book of Peace, Part 1 By Johannes Adrianus Bernardus Buitenen, James L. Fitzgerald p. 124.
52. ↑  “The Mahabharata, Book 17: Mahaprasthanika Parva: Section 3”. 2018年12月4日閲覧。
53. ↑  There is considerable amount of literature on dharma-related discussion in Hindu Epics: of Egoism versus Altruism, Individualism versus Social Virtues and Tradition; for examples, see:
  - Johann Jakob Meyer (1989), Sexual life in ancient India, ISBN 8120806387, Motilal Banarsidass, pp. 92–93; Quote – "In Indian literature, especially in Mahabharata over and over again is heard the energetic cry – Each is alone. None belongs to anyone else, we are all but strangers to strangers; (...), none knows the other, the self belongs only to self. Man is born alone, alone he lives, alone he dies, alone he tastes the fruit of his deeds and his ways, it is only his work that bears him company. (...) Our body and spiritual organism is ever changing; what belongs, then, to us? (...) Thus, too, there is really no teacher or leader for anyone, each is his own Guru, and must go along the road to happiness alone. Only the self is the friend of man, only the self is the foe of man; from others nothing comes to him. Therefore what must be done is to honor, to assert one's self..."; Quote – "(in parts of the epic), the most thoroughgoing egoism and individualism is stressed..."
  - Raymond F. Piper (1954), "In Support of Altruism in Hinduism", Journal of Bible and Religion, Vol. 22, No. 3 (Jul., 1954), pp. 178–183
  - J Ganeri (2010), A Return to the Self: Indians and Greeks on Life as Art and Philosophical Therapy, Royal Institute of Philosophy supplement, 85(66), pp. 119–135.
54. ↑  Daniel H. H. Ingalls, "Dharma and Moksa", Philosophy East and West, Vol. 7, No. 1/2 (Apr. – Jul., 1957), pp. 44–45; Quote – "(...)In the Epic, free will has the upper hand. Only when a man's effort is frustrated or when he is overcome with grief does he become a predestinarian (believer in destiny)."; Quote – "This association of success with the doctrine of free will or human effort (purusakara) was felt so clearly that among the ways of bringing about a king's downfall is given the following simple advice: 'Belittle free will to him, and emphasise destiny.'" (Mahabharata 12.106.20).
55. 1 2 3  Klaus Klostermaier, A survey of Hinduism, SUNY Press, ISBN 0-88706-807-3, Chapter 3: "Hindu dharma".
56. ↑  Jha, Nyayasutras with Vatsyayana Bhasya, 2 vols, Oriental Books (1939).
57. 1 2  The yoga-system of Patanjali The ancient Hindu doctrine of concentration of mind, embracing the mnemonic rules, called Yoga-sutras, James Haughton Woods (1914), Harvard University Press
58. ↑  The yoga-system of Patanjali Yoga-sutras, James Haughton Woods (1914), Harvard University Press, pp. 178–180.
59. ↑  The yoga-system of Patanjali Yoga-sutras, James Haughton Woods (1914), Harvard University Press, pp. 180–181.
60. ↑  The yoga-system of Patanjali Yoga-sutras, James Haughton Woods (1914), Harvard University Press, pp. 181–191.
61. ↑  Kumarila, Tantravarttika, Anandasramasamskrtagranthavalih, Vol. 97, pp. 204–205; For an English Translation, see Jha (1924), Bibliotheca Indica, Vol. 161, Vol. 1.
62. ↑  Olivelle, Patrick. Dharmasūtras: The Law Codes of Ancient India. Oxford World Classics, 1999.
63. 1 2  Paul Hacker (1965), "Dharma in Hinduism", Journal of Indian Philosophy, Volume 34, Issue 5, pp. 487–489 (English translated version by Donald R. Davis (2006)).
64. 1 2 3 4 5  Alf Hiltebeitel (2011), Dharma: Its Early History in Law, Religion, and Narrative, ISBN 978-0195394238, Oxford University Press, pp. 215–227.
65. ↑  Thapar, R. (1995), The first millennium BC in northern India, Recent perspectives of early Indian history, 80–141.
66. ↑  Thomas R. Trautmann (1964), "On the Translation of the Term Varna", Journal of the Economic and Social History of the Orient, Vol. 7, No. 2 (Jul., 1964), pp. 196–201.
67. 1 2  宮本 2005, p. 40.
68. 1 2 3  宮本 2005, p. 44.
69. ↑  see:
  - Van Buitenen, J. A. B. (1957). "Dharma and Moksa". Philosophy East and West, Volume 7, Number 1/2 (April – July 1957), pp. 38–39
  - Koller, J. M. (1972), "Dharma: an expression of universal order", Philosophy East and West, 22(2), pp. 131–144.
70. ↑  Kane, P.V. (1962), History of Dharmasastra (Ancient and Medieval Religious and Civil Law in India), Volume 1, pp. 2–10.
71. ↑  Olivelle, P. (1993). The Asrama System: The history and hermeneutics of a religious institution, New York: Oxford University Press.
72. ↑  Alban G. Widgery, "The Principles of Hindu Ethics", International Journal of Ethics, Vol. 40, No. 2 (Jan., 1930), pp. 232–245.
73. 1 2  宮本 2005, p. 41.
74. 1 2 3  see:
  - Koller, J. M. (1972), "Dharma: an expression of universal order", Philosophy East and West, 22(2), pp. 131–144.
  - Karl H. Potter (1958), "Dharma and Mokṣa from a Conversational Point of View", Philosophy East and West, Vol. 8, No. 1/2 (April – July 1958), pp. 49–63.
  - William F. Goodwin, "Ethics and Value in Indian Philosophy", Philosophy East and West, Vol. 4, No. 4 (Jan. 1955), pp. 321–344.
75. 1 2 3  Adam Bowles (2007), Dharma, Disorder, and the Political in Ancient India, Brill's Indological Library (Book 28), ISBN 978-9004158153, Chapter 3.
76. ↑  Derrett, J. D. M. (1959), "Bhu-bharana, bhu-palana, bhu-bhojana: an Indian conundrum", Bulletin of the School of Oriental and African Studies, 22, pp. 108–123.
77. ↑  Jan Gonda, "Ancient Indian Kingship from the Religious Point of View", Numen, Vol. 3, Issue 1 (Jan., 1956), pp. 36–71.
78. ↑  Gächter, Othmar (1998). “Anthropos”. Anthropos institute.
79. 1 2  Patrick Olivelle (1999), The Dharmasutras: The law codes of ancient India, Oxford University Press, ISBN 0-19-283882-2
80. ↑  Donald Davis, Jr., "A Realist View of Hindu Law", Ratio Juris. Vol. 19 No. 3 September 2006, pp. 287–313.
81. ↑  Lariviere, Richard W. (2003), The Naradasmrti, Delhi: Motilal Banarsidass
82. ↑  Cort, John E. (2001). Jains in the World: Religious Values and Ideology in India. Oxford University Press. p. 100. ISBN 978-0-19-803037-9
83. ↑  Peter B. Clarke; Peter Beyer (2009). The World's Religions: Continuities and Transformations. Taylor & Francis. p. 325. ISBN 978-1-135-21100-4
84. ↑  Brekke, Torkel (2002). Makers of Modern Indian Religion in the Late Nineteenth Century. Oxford University Press. p. 124. ISBN 978-0-19-925236-7
85. ↑  Cort, John E. (2001). Jains in the World: Religious Values and Ideology in India. Oxford University Press. pp. 192–194. ISBN 978-0-19-803037-9
86. ↑  Cort, John E. (1998). Open Boundaries: Jain Communities and Cultures in Indian History. State University of New York Press. pp. 10–11. ISBN 978-0-7914-3786-5
87. 1 2  Paul Dundas (2003). The Jains (2 ed.). Routledge. pp. 93–95. ISBN 978-0415266055
88. ↑  Jain 2011, p. 128.
89. ↑  Jain 2012, p. 22.
90. ↑  W. Owen Cole (2014), in Pashaura Singh, Louis E. Fenech (Editors), The Oxford Handbook of Sikh Studies, ISBN 978-0199699308, Oxford University Press, pp. 254.
91. ↑  Verne Dusenbery (2014), in Pashaura Singh and Louis E. Fenech (Editors), The Oxford Handbook of Sikh Studies, ISBN 978-0199699308, Oxford University Press, pp. 560–568.
92. ↑  Narula, S. (2006), International Journal of Constitutional Law, 4(4), pp. 741–751.